# Coefficiente di correlazione per ranghi di Spearman

Esempio dove il coefficiente di Spearman è pari a 1. Contrariamente il coefficiente di Pearson non è ottimale.

L'indice di correlazione R per ranghi di Spearman è una misura statistica non parametrica di correlazione. Essa misura il grado di relazione tra due variabili e l'unica ipotesi richiesta è che siano ordinabili, e, se possibile, continue.
Diversamente dal coefficiente di correlazione lineare di Pearson, il coefficiente di Spearman non misura una relazione lineare anche qualora vengano usate misure intervallari. Infatti esso permette di stabilire quanto bene una relazione tra due variabili può essere descritta usando una funzione monotona.
Una generalizzazione del coefficiente di Spearman è utile in situazioni in cui si vuole verificare
che le osservazioni avvengano in un particolare ordine, per esempio quando si vuole verificare che
i valori migliorano tra un esperimento e l'altro. In tal caso si fa ricorso al 
test di Page per alternative ordinate sviluppato da E. B. Page.

## Storia
Il nome del coefficiente prende origine dello psicologo Charles Spearman che lo ideò nel 1904. Viene indicato
solitamente con la lettera greca ρs (rho) o anche come rs.
William Sealy Gosset, alias Student, discusse questo coefficiente nel 1921.

## Calcolo del coefficiente
A livello pratico il coefficiente ρ è semplicemente un caso particolare del coefficiente di correlazione di Pearson dove i valori vengono convertiti in ranghi prima di calcolare il coefficiente,
{\displaystyle \rho _{s}={\frac {\sum _{i}(r_{i}-{\overline {r}})(s_{i}-{\overline {s}})}{{\sqrt {\sum _{i}(r_{i}-{\overline {r}})^{2}}}{\sqrt {\sum _{i}(s_{i}-{\overline {s}})^{2}}}}}}.

anche se solitamente si esegue un calcolo più semplice, in quanto si calcola la differenza D
tra i ranghi delle due misure di un'osservazione, ottenendo così
{\displaystyle \rho _{s}=1-{\frac {6\sum _{i}D_{i}^{2}}{N(N^{2}-1)}}}
dove
{\displaystyle D_{i}=r_{i}-s_{i}}  è la differenza dei ranghi (essendo ri e si rispettivamente il rango della prima variabile e della seconda variabile della i-esima osservazione
N il numero complessivo di osservazioni
La formula si complica in presenza di valori identici (ties), ma gli effetti di questi possono essere ignorati se non sono frequenti rispetto alla numerosità campionaria N.

## Test di verifica d'ipotesi
Per verificare l'ipotesi che ρ è significativamente diverso da zero,
il valore osservato di ρ può essere confrontato coi valori critici della variabile casuale di Spearman,
consultando le apposite tavole pubblicate per differenti percentuali di significatività.
Nel caso di numerosità campionaria sufficientemente grande (orientativamente N > 20) si può
far ricorso alla variabile casuale t di Student (con n-2 gradi di libertà) trasformando opportunamente il valore ρs
{\displaystyle t={\frac {\rho _{s}}{\sqrt {(1-\rho _{s}^{2})/(n-2)}}}}
Alcuni autori indicano come lievemente peggiore la variabile di test
{\displaystyle z=\rho _{s}{\sqrt {N-1}}} , distribuita come una variabile casuale normale.
Nel caso si voglia verificare l'ipotesi che ρs abbia un particolare valore diverso da zero,
quest'ultima approssimazione che fa ricorso alla t di Student è meno potente,
ma ancora valida.

## Interpretazione
Il segno della correlazione di Spearman indica la direzione dell'associazione tra {\displaystyle X} (la variabile indipendente) e {\displaystyle Y} (la variabile dipendente). Se {\displaystyle Y} tende ad aumentare quando {\displaystyle X} aumenta, il coefficiente di correlazione di Spearman è positivo. Se {\displaystyle Y} tende a diminuire quando {\displaystyle X} aumenta, il coefficiente di correlazione di Spearman è negativo. Una correlazione di Spearman uguale a zero indica che non vi è alcuna tendenza di {\displaystyle Y} ad aumentare o diminuire quando {\displaystyle X} aumenta. L'indice di correlazione di Spearman cresce man mano che {\displaystyle X} e {\displaystyle Y} si avvicinano all'essere funzioni monotone perfette l'una dell'altra. Quando {\displaystyle X} e {\displaystyle Y} sono perfettamente monotonicamente correlati, il coefficiente di correlazione di Spearman è uguale a {\displaystyle 1.} Una relazione crescente monotona perfetta implica che per due coppie di valori di dati {\displaystyle X_{i},Y_{i}} e {\displaystyle X_{j},Y_{j},} si ha che {\displaystyle X_{i}-X_{j}} e {\displaystyle Y_{i}-Y_{j}} hanno sempre lo stesso segno. Una perfetta relazione decrescente monotona implica che queste differenze hanno sempre segni opposti.
Il coefficiente di correlazione di Spearman è spesso descritto come "non parametrico". Questo può avere due significati. Innanzitutto, una perfetta correlazione di Spearman si ha quando {\displaystyle X} e {\displaystyle Y} sono correlati da qualsiasi funzione monotona. In questo differisce con la correlazione di Pearson che fornisce un valore perfetto solo quando {\displaystyle X} e {\displaystyle Y} sono correlati da una funzione lineare. L'altro senso in cui il coefficiente di correlazione di Spearman non è parametrico è in quanto la sua esatta distribuzione campionaria può essere ottenuta senza richiedere la conoscenza (dei parametri) della distribuzione di probabilità congiunta di {\displaystyle X} e {\displaystyle Y.}